# Вільгельм Берлін
Вільгельм Отто Юліус Берлін (нім. Wilhelm Otto Julius Berlin; 28 квітня 1889, Кельн — 15 вересня 1987, Гамбург) — німецький воєначальник, генерал артилерії вермахту. Кавалер Лицарського хреста Залізного хреста.

## Біографія
13 березня 1909 закінчив кадетський корпус, прийнятий в 14-й Баденський піхотної-артилерійський полк. З 1 жовтня 1910 по січень 1914 року навчався в об'єднаній артилерійсько-інженерній школі в Шарлоттенбурзі. З 1 лютого по 1 серпня 1914 рокувідвідував там же Військово-технічну академію, яку змушений був закінчити достроково в зв'язку з початком Першої світової війни.
З 2 до 25 серпня 1914 року — офіцер зв'язку Фортеці імператора Вільгельма II, з 26 серпня по 1 вересня 1914 — в комендатурі губернатора Страсбурга. 2 вересня 1914 року переведений в штаб 15-го резервного корпусу (Страсбург), з яким направлений в район бойових дій в Лотарингію; з 17 вересня 1914 по 1 травня 1915 року залишався на західному фронті. З 1 травня 1915 року — командир 216-ї мінометної батареї, з 6 липня 1915 року — командир роти 3-й батареї. З 17 липня по 25 вересня 1915 року воював на східному фронті потім полк був переведений на західний фронт і брав участь в бойових діях в лютому 1916 року. З 2 червня 1916 року — ад'ютант генерала важкої артилерії (командування № 8; 16 лютого 1917 року перетворене на командування № 126). З 10 по 15 вересня 1917 року пройшов навчальний курс у військовій хімічній школі («газова школа») в Берліні, після чого повернувся на фронт. З 25 липня по 1 серпня 1918 року тимчасово відряджений до Берліна; з 4 вересня 1918 року до кінця війни командував 2-м батальйоном 88-го резервного піхотного полку. Після Комп'єнського перемир'я, укладеного 11 листопада 1918 року, повернувся на батьківщину.
Після демобілізації армії залишений в рейхсвері. У березні-квітні 1919 командував 1-ю добровольчою важкою батареєю. З вересня 1920 по жовтень 1923 року служив в штабах 13-го і 5-го артилерійських полків. 1 жовтня 1923 року призначений командиром 2-ї (прусської) батареї 5-го артилерійського полку в Фульді. В 1926 році переведений в 1-й відділ штабу, 1 квітня 1929 року — в 1-у батарею цього ж полку. 22 серпня 1929 року переведений в Імперське військове міністерство в Берлін, 1 жовтня 1930 року зарахований в інспекцію артилерії. 1 жовтня 1934 року призначений командиром 2-го дивізіону артилерійського (з 15 жовтня 1935 року — навчального артилерійського) полку (Ютербог). З 1 квітня 1936 року — старший офіцер артилерії в командуванні бронетанкових військ. З 12 жовтня 1937 року — командир 33-го артилерійського полку.
З початком Другої світової війни разом із своїм полком дислокований на заході. 30 вересня 1939 року очолив 101-е артилерійське командування, яким керував під час Французької кампанії. З 10 жовтня 1940 по 3 квітня 1943 — начальник 2-ї артилерійської школи в Ютербозі. 24 квітня 1943 року відправлений в діючу армію; з 1 травня по 6 червня 1943 року — командир 58-ї, з 7 червня 1943 року — 227-ї піхотної дивізії. З 13 по 23 лютого 1944 року очолював армійську групу «Нарва», після чого продовжив продовжив командування своєю дивізією. З 11 травня по 15 червня 1944 року тимчасово командував 26-м армійським корпусом, потім був переведений в резерв фюрера. Влітку 1944 призначений генералом артилерії Верховного командування вермахту і займав цю посаду до закінчення війни, з перервою з 27 лютого до 18 квітня 1945 року, коли командував новим 101-м армійським корпусом в Берліні. 8 травня 1945 року здався в полон американцям. 3 липня 1947 року звільнений.

## Звання
- Фенріх (13 березня 1909)
- Лейтенант (27 січня 1910) — патент від 19 липня 1908 року.
- Оберлейтенант (25 лютого 1915)
- Гауптман (18 серпня 1917)
- Майор (1 листопада 1930)
- Оберстлейтенант (1 травня 1934)
- Оберст (20 квітня 1936)
- Генерал-майор (29 лютого 1940)
- Генерал-лейтенант (15 лютого 1942)
- Генерал артилерії (20 жовтня 1944)

## Нагороди
- Залізний хрест
  - 2-го класу (27 вересня 1914)
  - 1-го класу (25 вересня 1916)
- Орден «За заслуги» (Баварія) 4-го класу з мечами (28 жовтня 1914)
- Орден Церінгенського лева, лицарський хрест 2-го класу з мечами (18 грудня 1914)
- Королівський орден дому Гогенцоллернів, лицарський хрест з мечами (27 вересня 1918)
- Почесний хрест ветерана війни з мечами (21 грудня 1934)
- Медаль «За вислугу років у Вермахті» 4-го, 3-го, 2-го і 1-го класу (2 жовтня 1936) — отримав 4 нагороди одночасно.
- Застібка до Залізного хреста
  - 2-го класу (23 грудня 1939)
  - 1-го класу (20 травня 1940)
- Нагрудний знак зенітної артилерії люфтваффе
- Орден Хреста Свободи 1-го класу з мечами (Фінляндія; 23 серпня 1942)
- Хрест Воєнних заслуг 2-го і 1-го класу (11 січня 1943) — отримав 2 нагороди одночасно.
- Відзначений у Вермахтберіхт
  - «У північній частині східного фронту виключно зарекомендували себе Рейнсько-Вестфальська 227-а піхотна дивізія під керівництвом генерал-лейтенанта Берліна і артилерія резерву головного командування під керівництвом кавалера дубового листа генерал-лейтенанта Томашкі.» (12 лютого 1944)
- Лицарський хрест Залізного хреста (6 березня 1944)